# Luc Bernard (journaliste)
Pour les articles homonymes, voir Luc Bernard (homonymie), Bernard et Chiche.
Luc Chiche, dit Luc Bernard, né le 25 novembre 1947 à Alger et mort à Paris 12e le 22 août 2002, est un journaliste, écrivain et réalisateur français.
Il est le frère du réalisateur Guy Gilles et le cousin du compositeur Jean-Pierre Stora.

## Biographie
Né à Alger, frère cadet du cinéaste Guy Gilles, Luc Bernard est un journaliste français qui a travaillé dans la presse nationale à Paris (Combat, La Croix, Les Nouvelles Littéraires, L'Événement du jeudi, Marianne) Il est auteur d'essais, l'un sur "l'école en liberté", une enquête sur une dizaine de ces établissements du type Freinet qui fleurirent en France dans les années 1970 dans un courant de pensée libertaire de gauche, voire d'extrême gauche ; il est également l'auteur d'une histoire de la station de radio Europe1.
Luc Bernard a aussi réalisé un film documentaire consacré à la vie et à l’œuvre cinématographique de son frère, mort du sida le 3 février 1996 : Lettre à mon frère Guy Gilles, cinéaste trop tôt disparu (75 minutes, 1999),,,. Cet hommage posthume est pour l'essentiel composé d’interviews d'amis de son frère et d'acteurs de ses principaux films dont on voit des extraits.
Travaillant dans la presse écrite, Luc Bernard a eu souvent l'occasion de conter les tournages des films de son frère. Il a ainsi tenu un "journal de bord" de deux tournages : Au pan coupé et Le Clair de terre.
Luc Bernard a également collaboré avec Guy Gilles pour la télévision dans les années 1980 et 1990, notamment pour l'émission Moi je.
Il est mort en août 2002 à l'âge de 54 ans des suites d'une longue maladie hépatique contractée après un accident en reportage.

## Publications
- Journal d'un film, «le Clair de terre», Paris, P. Belfond, 1971 (BNF 35438740)
- Les Écoles sauvages (essai), Paris, Stock, coll. « Vivre », 1976  (ISBN 2-234-00483-7)
- Europe 1 : la grande histoire dans une grande radio, Paris, Centurion, 1990, 761 pages  (ISBN 2-227-06710-1)